# Roberto Rivas González
Roberto Rivas González (Soyapango; 17 de julio de 1941-8 de febrero de 1972) fue un jugador de fútbol de El Salvador que jugaba como defensor.
Se suicidó por depresión el 8 de febrero de 1972. Alianza retiró la camiseta número 2 en honor a él.

## Trayectoria
Apodado La Burra, era un jugador de un solo club y ese fue el  Alianza durante la década de 1960 y ganó dos títulos de liga en 1965-66 y 1966-67 cuando jugó junto a leyendas salvadoreñas como José Quintanilla, Mario Monge y Francisco Zamora.

## Selección nacional
Ha representado a su país en 10 partidos de clasificación para la Copa Mundial de la FIFA 1970 y jugó en los Juegos Olímpicos de 1968 y en la Copa Mundial de 1970 en México.

### Participaciones en Juegos Olímpicos
| Torneo                   | Sede   | Resultado    |
| ------------------------ | ------ | ------------ |
| Juegos Olímpicos de 1968 | México | Primera fase |

### Participaciones en Copas del Mundo
| Mundial                        | Sede   | Resultado    |
| ------------------------------ | ------ | ------------ |
| Copa Mundial de Fútbol de 1970 | México | Primera fase |

## Palmarés

### Títulos nacionales
| Título           | Equipo  | País        | Año     |
| ---------------- | ------- | ----------- | ------- |
| Primera División | Alianza | El Salvador | 1965-66 |
| Primera División | Alianza | El Salvador | 1966-67 |

### Títulos internacionales
| Título                           | Equipo  | País        | Año  |
| -------------------------------- | ------- | ----------- | ---- |
| Copa de Campeones de la Concacaf | Alianza | El Salvador | 1967 |